# Grupa nowocerekwiańska
Grupa nowocerekwiańska – kultura archeologiczna, której nazwa wywodzi się od eponimicznego stanowiska w Nowej Cerekwi koło Głubczyc. Datowana na starszą epokę brązu.
Wpływ na wydzielenie nowej grupy miała zapewne ludność kultury wieterzowskiej lub madziarowskiej, a także ruchy migracyjne ludności rolniczo-hodowlanej, które były spowodowane naporem ludności kultur mogiłowych.
Osady były otoczone potężnymi wałami o konstrukcji drewniano-ziemnej.
Występowały pochówki szkieletowe. Charakterystyczne było chowanie zmarłych w obrębie osad.
Metalurgia była dobrze rozwinięta poświadczona znaleziskami w postaci dysz do podwyższania temperatury w ogniskach. Znaleziono również kawałki żelaza poddane wstępnej obróbce oraz dłuta.
Występowały narzędzia z kości i rogu.